# 河合荣治郎
河合荣治郎（日语：河合栄治郎, 1891年2月13日—1944年2月15日）是一位日本经济学家，社会思想家。

## 生平
1891年出生于日本東京府南足立郡千住町（现東京都足立区千住2丁目）。出生时户籍误登记为荣次郎，后本人更改回来。受到父亲崇拜尾崎行雄的影响，少年时代对社会产生浓厚兴趣。特别是德富苏峰的平民主义。1915年毕业于東京大学法科大学政治学科，1920年留校任教担任经济学史助教授，1922年赴英留学，受到英国政治哲学家托马斯·希尔·格林影响。1925年8月返回日本，1926年升任教授，专攻社会政策方向。门下弟子有大河内一男、安井琢磨和木村健康等。1938年至1943年曾发生压制其学术思想的事件，史称河合荣治郎事件。
1944年因心脏病逝世，享年53岁。